# Adoretus musillus
Adoretus musillus är en skalbaggsart som beskrevs av Ohaus 1930. Adoretus musillus ingår i släktet Adoretus och familjen Rutelidae. Inga underarter finns listade i Catalogue of Life.